# Молоток гипсокартонщика
Молоток гипсокартонщика — вид молотка, применяемый при работе с гипсокартоном.

## Устройство
Боёк молотка имеет рифлёную поверхность, а его тыльная сторона оснащена небольшим топориком, предназначенным для раскраивания гипсокартона и выдёргивания гвоздей. Слегка закруглённый боёк молотка оставляет выемку в листе гипсокартона, которая позднее заполняется шпатлёвкой или другим раствором.